# Albarracín
Albarracín (Albarrazín em aragonês) é um município da Espanha na província de Teruel, comunidade autónoma de Aragão, de área 448,73 km² com população de 1025 habitantes (2004) e densidade populacional de 2,28 hab/km².
Possui ruas inclinadas e estreitas, e uma arquitectura muito peculiar que se adapta ao terreno, em madeira e arenito, com saliências desniveladas. Igrejas e edifícios religiosos, senhoriais e também populares, como a Casa da Julianeta. Albarracín é candidata pela UNESCO a património mundial pela beleza e importância do seu património histórico.
Faz parte da rede de Aldeias mais bonitas de Espanha.

## Galeria

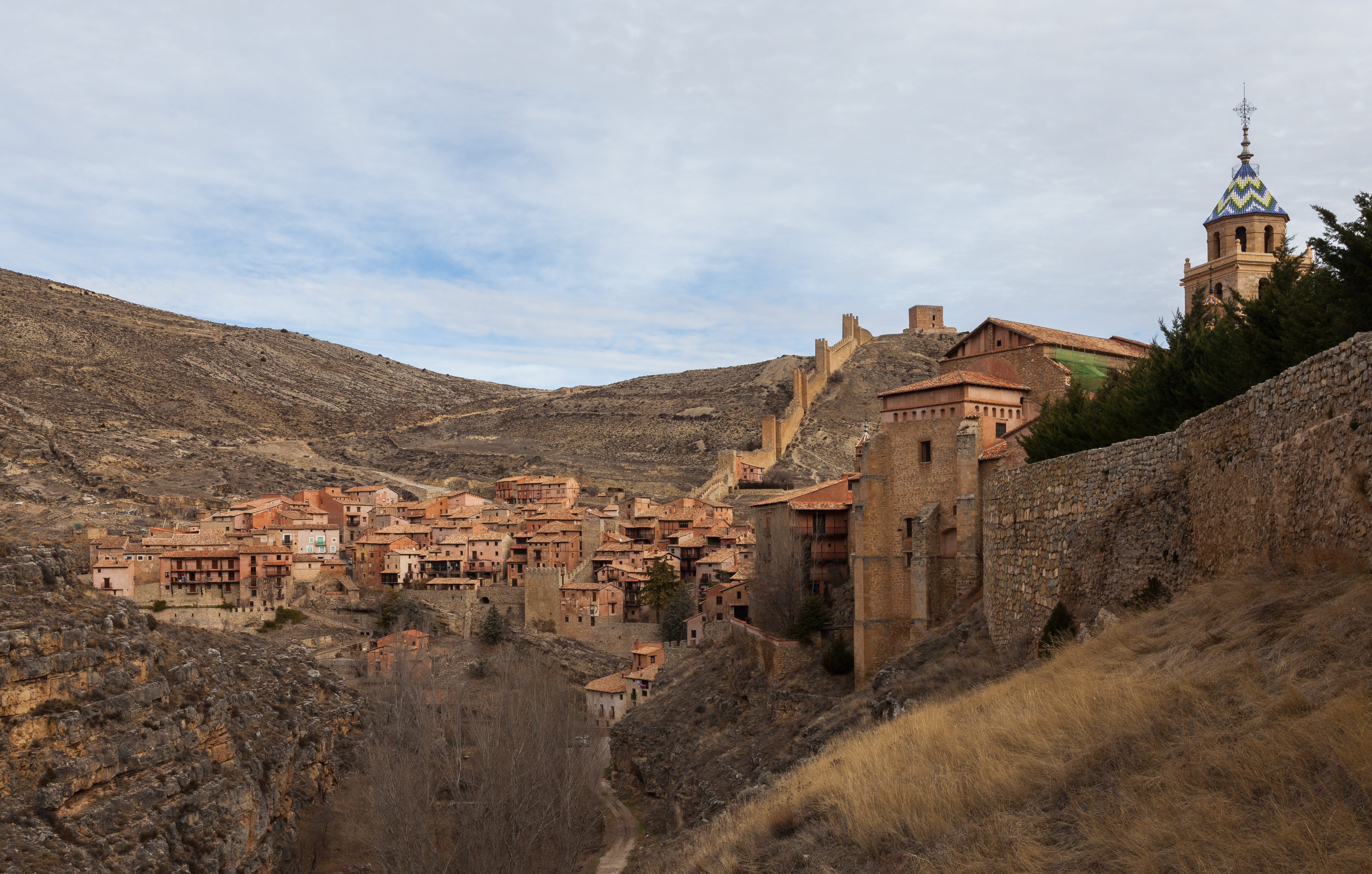
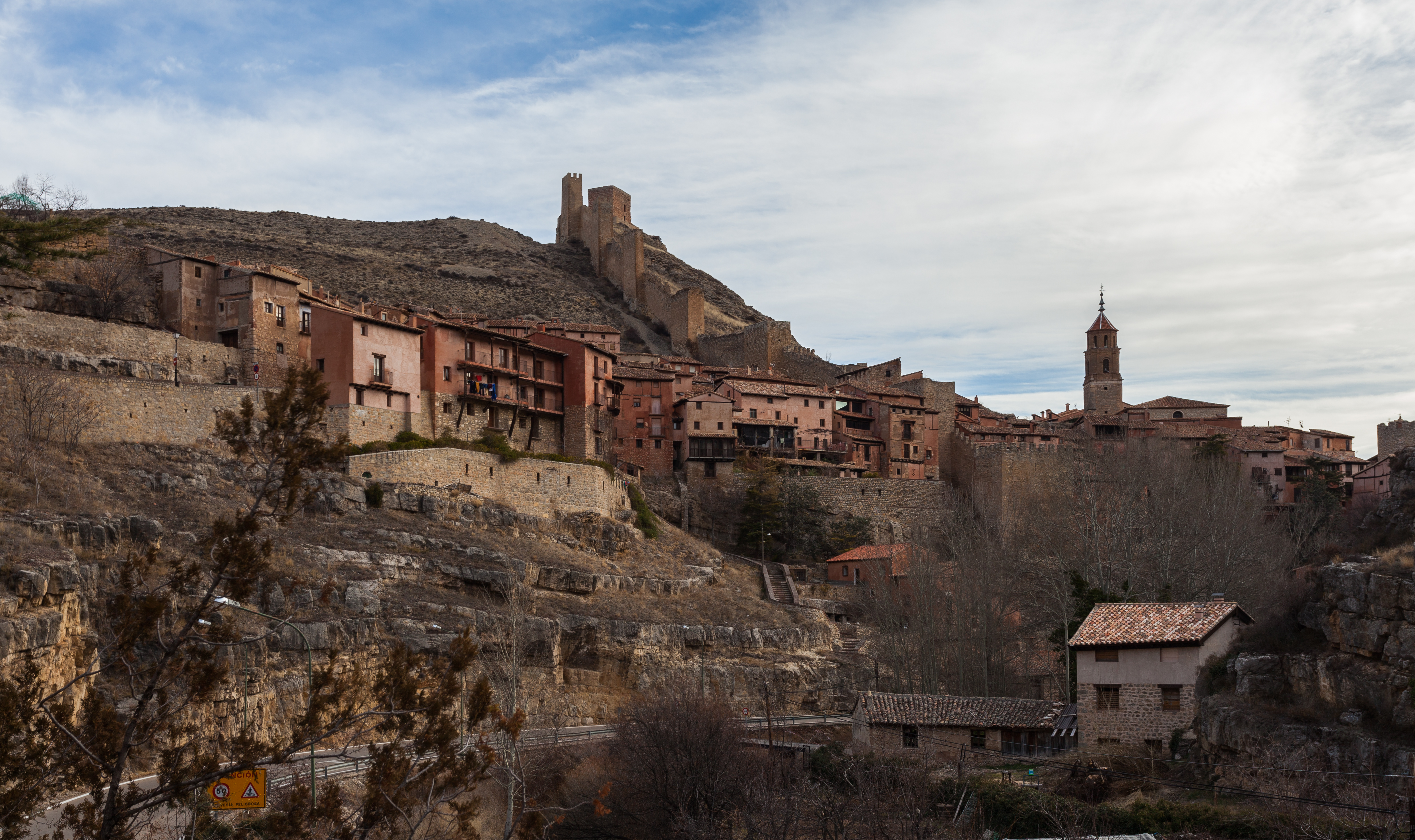
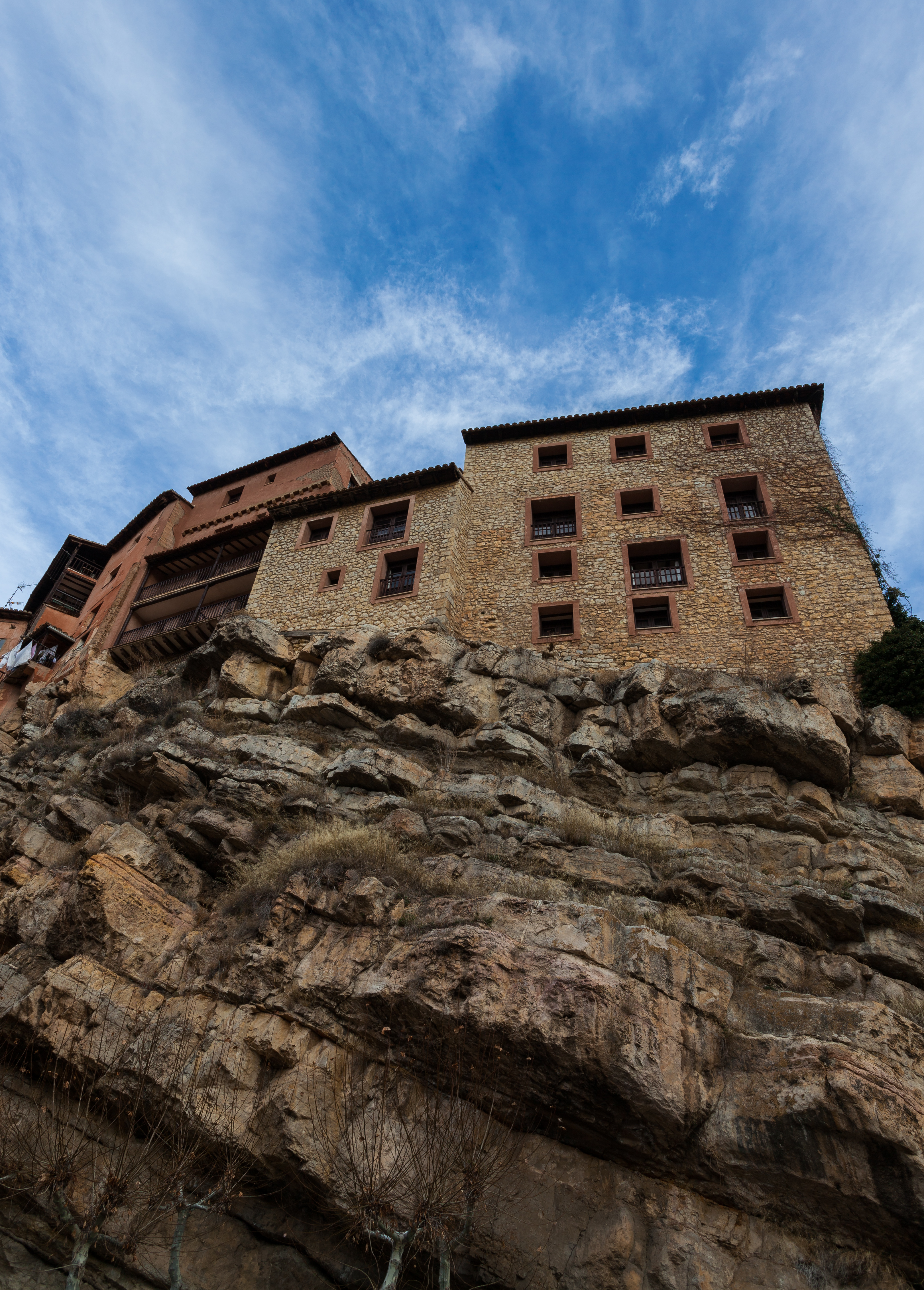
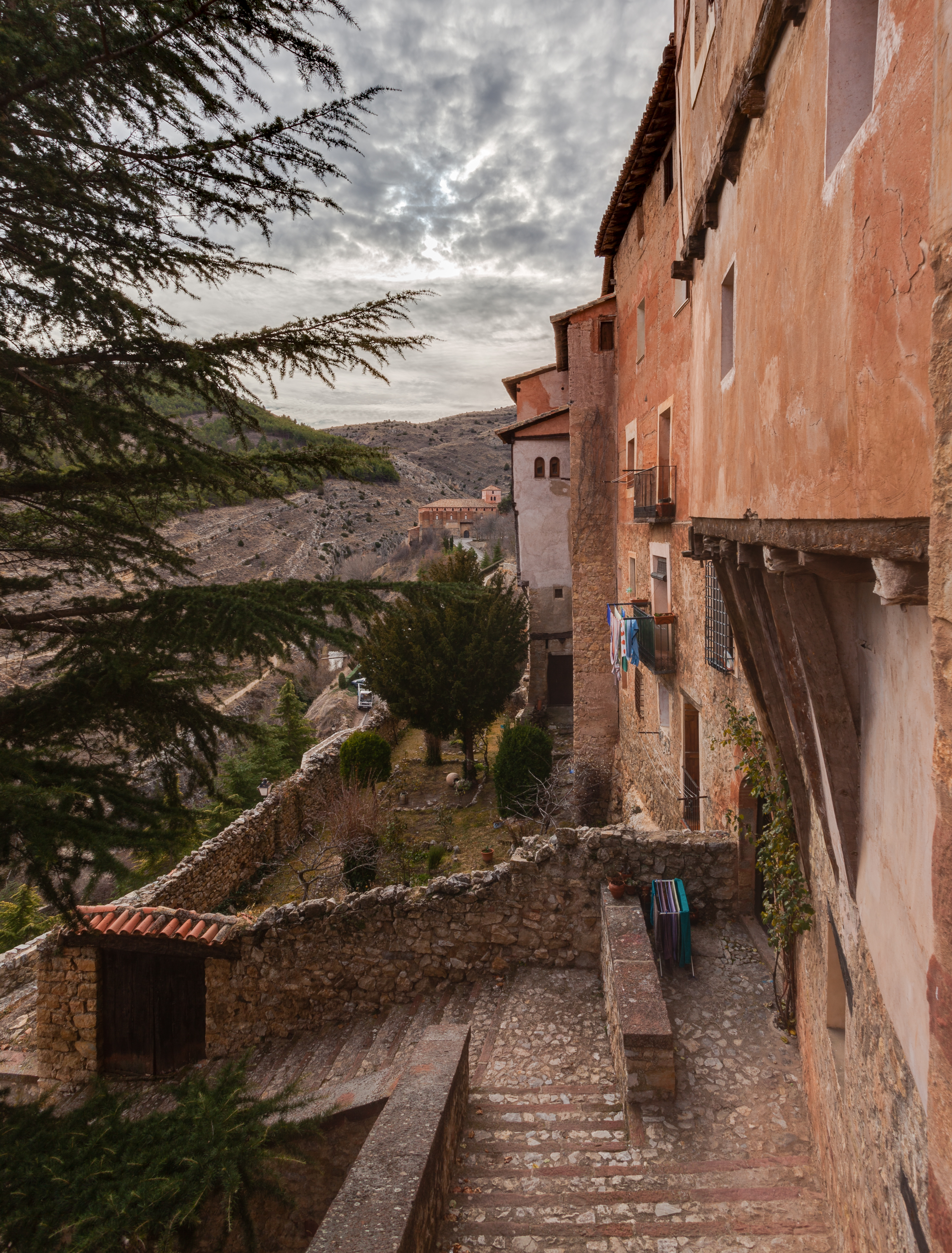
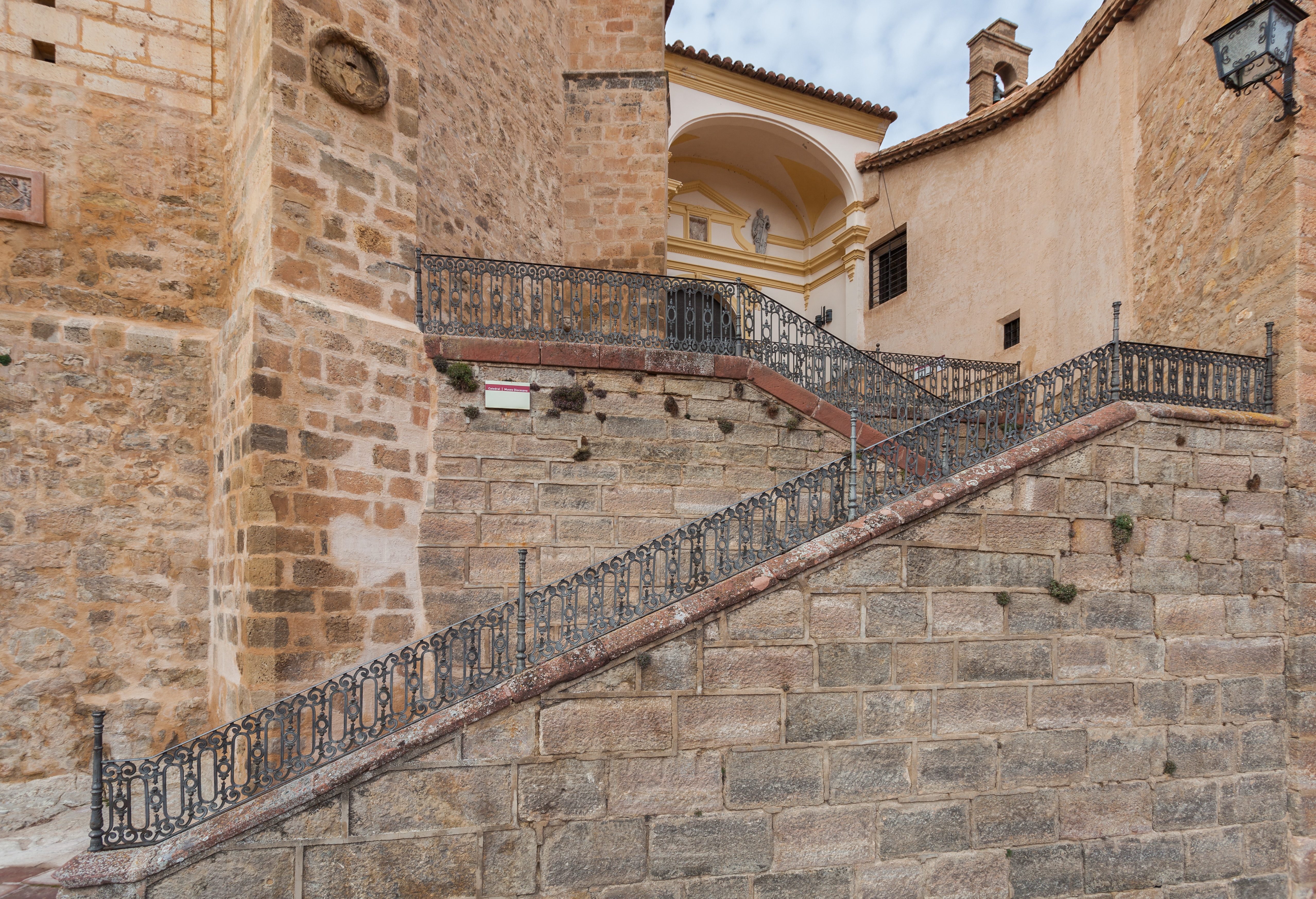
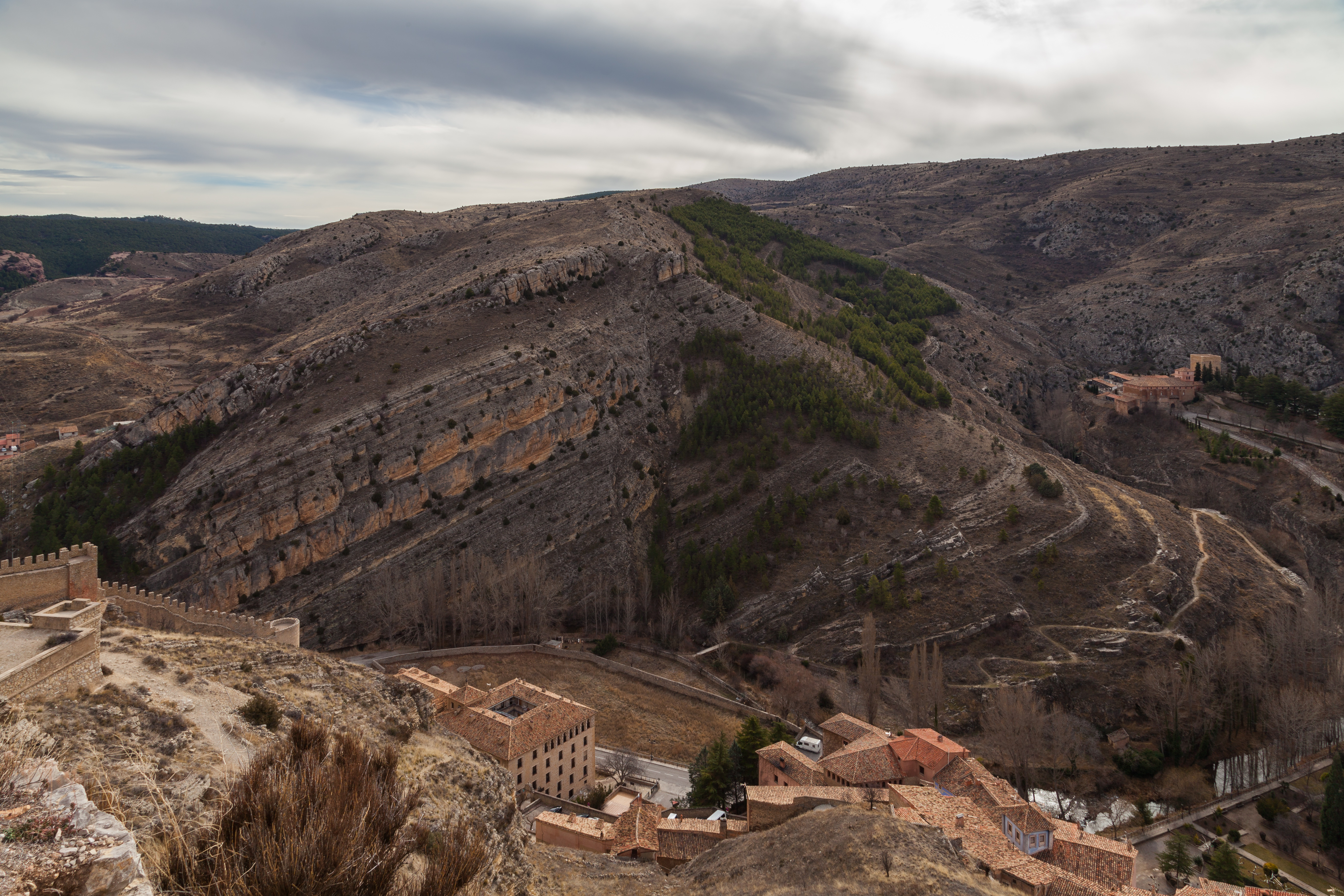
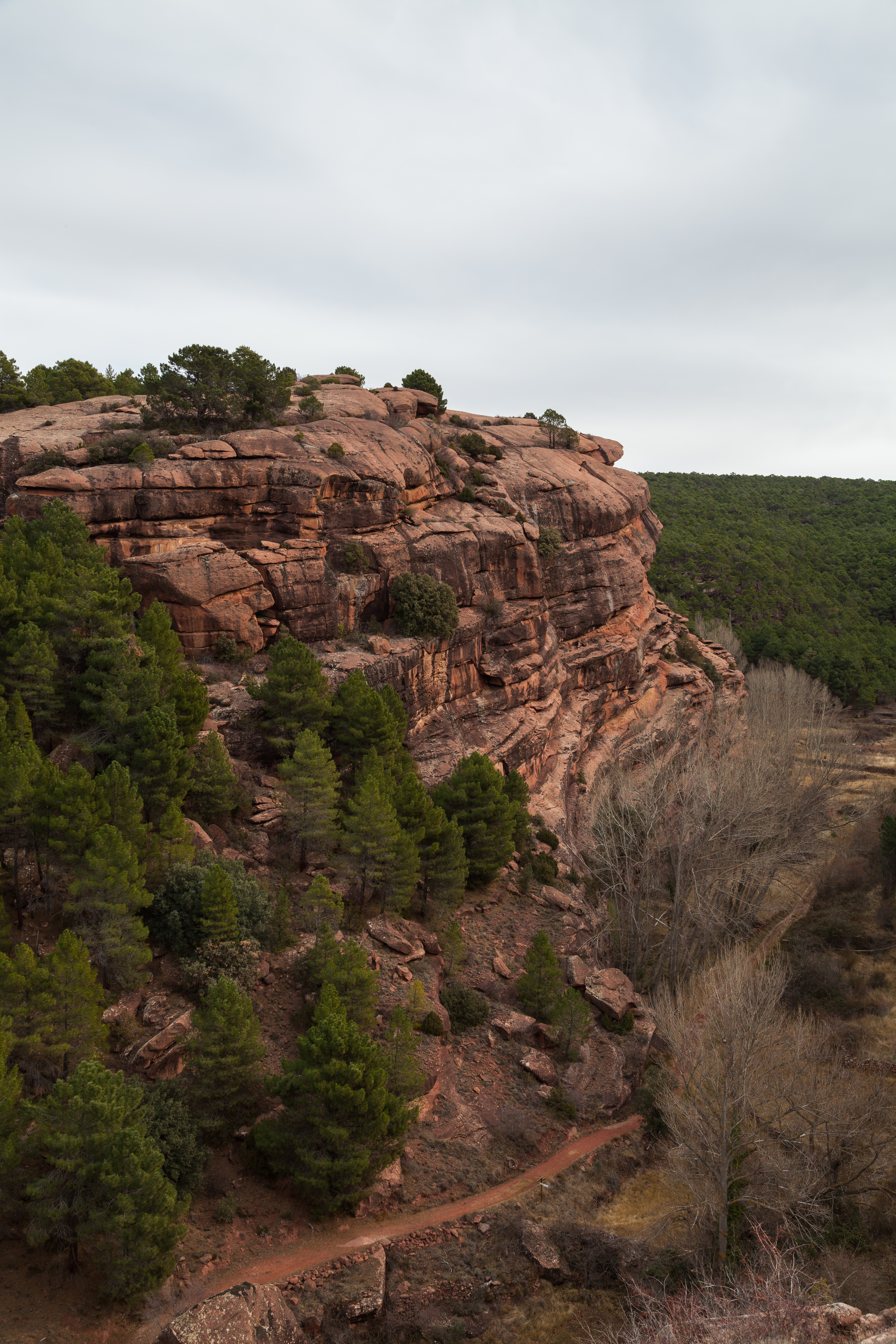

## Demografia
| Variação demográfica do município entre 1991 e 2004 | Variação demográfica do município entre 1991 e 2004 | Variação demográfica do município entre 1991 e 2004 | Variação demográfica do município entre 1991 e 2004 |
| --------------------------------------------------- | --------------------------------------------------- | --------------------------------------------------- | --------------------------------------------------- |
| 1991                                                | 1996                                                | 2001                                                | 2004                                                |
| 1065                                                | 1061                                                | 1050                                                | 1025                                                |